# Шобо
Шобото е оръжие, което прилича на пробождащия Емей от Китай. Оръжието се използва от нинджите в Япония за удряне на точни на напрежение по тялото на опонента. Оръжието представлява парче дърво, което имало пръстен в задната си част и висяло на средния пръст на притежателя си. Останалата част била навън и била доста остра, което спомагало за бързото парализиране или умъртвяване на жертвата без оставяне на следи. Оръжието лесно се скривало с ръката на нинджата, било леко и лесно преносимо. Обикновено се носели по чифт шобо. Много нинджи създават своите шобо, въпреки че някои се предават от учител на ученик.
Поради тайната природа на нинджите, няма начин да разберем кога и къде е изобретено шобото (по-точно от феодална Япония не може да се каже). Друг неразгадаем въпрос е колко популярно и използвано било това оръжие от нинджите. Вярва се, че оръжието е импровизирано и произлиза от халките, които се слагат на животинските (например конски) юзди и поводи. 1
Никой не може да каже със сигурност произхода на оръжието. Това все още остава дебат.